# Jekaterina Alexandrowna Koroljowa
Jekaterina Alexandrowna Koroljowa (russisch Екатерина Александровна Королёва; * 8. Oktober 1998 in Krymsk; † 7. Juli 2019 in Stare Jabłonki, Polen) war eine russische Handballspielerin.

## Karriere
Koroljowa begann das Handballspielen im Alter von 15 Jahren. Koroljowa spielte beim russischen Verein Stawropol SKFU, für den sie in der höchsten russischen Spielklasse auf der Position Linksaußen auflief. In der Saison 2018/19 erzielte sie 56 Treffer in 23 Spielen für Stawropol. Sie gewann 2017 mit Russland bei der U-19-Europameisterschaft die Silbermedaille, die der Mannschaft jedoch später wegen eines Dopingverstoßes aberkannt wurde. Außerdem belegte sie mit Russland den vierten Platz bei der U-20-Handball-Weltmeisterschaft 2018.
Die Rechtshänderin Koroljowa spielte auch Beachhandball. Unmittelbar nach dem Ende der Beachhandball Euro 2019 im polnischen Stare Jabłonki, bei der Koroljowa mit der russischen Nationalmannschaft den neunten Platz belegte, kam sie beim Schwimmen im See Szeląg Mały direkt neben der Spielstätte ums Leben.